# 421 Zähringia
421 Zähringia là một tiểu hành tinh cỡ nhỏ ở vành đai chính. Nó được Max Wolf phát hiện ngày 7.9.1896 ở Heidelberg và được đặt theo tên gia tộc Zähringen, cai trị vùng Baden (Đức) thời xưa.